# Родная (Ярославская область)
Родная — деревня в Некоузского района Ярославской области. Входит в состав Некоузского сельского поселения.

## История
В 1965 г. Указом Президиума ВС РСФСР деревня Кривоногово переименована в Родная.

## Население
| 2007 | 2010 |
| ---- | ---- |
| 13   | ↘6   |